# Tirata
Der Begriff Tirata (von italienisch: tirare, „ziehen“)  beschreibt eine musikalische Figur.
Tirata wird auch mit Worterguss oder Redeschwall übersetzt, ohne dass dadurch jedoch ein Hinweis auf eine feststehende Bedeutung oder eine einheitliche Verwendung der als Tirata bezeichneten musikalischen Figur gegeben wäre. Da die Möglichkeiten ihrer semantischen Konnotation ebenso vielfältig sind wie die ihrer Erscheinungsformen, beschränken sich  die einschlägigen Traktate im Wesentlichen auf eine technische Beschreibung des musikalischen Phänomens.
Zunächst stimmen alle Beschreibungen darin überein, dass sie unter Tirata eine Folge gleichwertiger Noten verstehen, die stufenweise auf- oder absteigend angeordnet sind. Auch bezüglich der durch ihren Tonumfang unterschiedenen Arten der Tirata und ihrer jeweiligen Bezeichnung herrscht noch eine weitgehende Übereinstimmung. Diese Arten sind:
- Tirata mezza, umfasst eine Quinte (bei Elias Walther entweder Quinte oder Quarte)
- Tirata defectiva, überschreitet die Quinte, erreicht jedoch nicht die Oktave
- Tirata perfecta, umfasst genau eine Oktave
- Tirata aucta, überschreitet die Oktave

Werden diese vier Arten sowohl bei Wolfgang Caspar Printz als auch bei Walther vollständig aufgeführt, so finden sich bei Johann Mattheson und Meinrad Spieß nur noch zwei Arten der Tirata (mezza und perfecta), wobei Mattheson auf die terminologische Unterscheidung sogar gänzlich verzichtet.
Was nun die Notenwerte der zur Tirata zusammentretenden Töne betrifft, so sind deutliche Unterschiede in den Ausführungen der verschiedenen Theoretiker zu bemerken, die bei Mattheson auch explizit thematisiert werden: Im Gegensatz etwa zu Walther bedeutet die Tirata für ihn „einen Schuß oder Pfeilwurff, nicht aber, wie die meisten Ausleger wollen, einen Zug oder Strich [...], weil die Stimme nicht bloßhin gezogen oder gestrichen wird, sondern mit Macht herauf oder herunter schiesset, und ein gar schnelles Schleuffen [...] anstellet“. Obgleich diese Frage bei Printz und Spieß nicht eigens erörtert wird, sprechen die Beispiele, die sie für diese Figur anführen, eher für ein Verständnis der Tirata im Sinne Matthesons.